# Peter Fick
Peter Joseph Fick (Philadelphia, 12 december 1913 – Miami, 10 augustus 1980) was een Amerikaans zwemmer, die gespecialiseerd was in de vrije slag. Hij nam, destijds als wereldrecordhouder, deel aan de Olympische Zomerspelen 1936 in Berlijn.

## Biografie

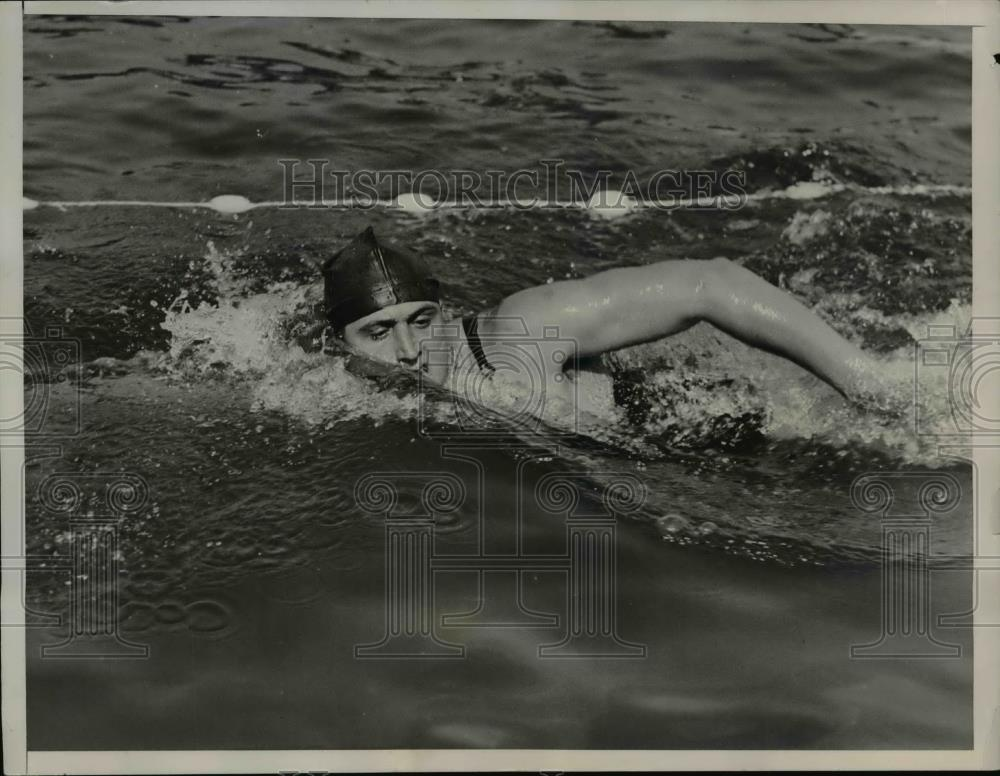
Fick tijdens olympische try-outs, juli 1936.

Hoewel Fick, de zoon van Oekraïense immigranten, tussen 1934 en 1939 domineerde op de korte zwemafstanden, won hij nooit een NCAA-titel. Hij was wel meerdere keren AAU-kampioen. Zo won hij de titel op de 100 meter vrije slag in het buitenbad van 1935-1938 en in het binnenbad op de 100 yards vrije slag van 1935-1939. Daarnaast was hij op de AAU-wedstrijden de beste op de estafetteafstanden van 1934-1936.
Hij verbrak in 1934 het tien jaar oude wereldrecord van Johnny Weissmuller op de 100 meter vrije slag, en verbeterde dat later nog twee keer. Als wereldrecordhouder ging hij in 1936 naar de Olympische Zomerspelen in Berlijn, maar eindigde daar op diezelfde afstand op de zesde plaats. Leden van het Amerikaanse team betwistten echter de uitslag, en dachten dat hij wel eens medaillewinnaar kon zijn geweest. In 1938 was Fick onderdeel van het estefatteteam dat het wereldrecord op de 4x100 meter vrije slag verbrak. Met het definitieve afgelasten van de Olympische Zomerspelen 1940, eerst in Tokio en later in Helsinki, kon hij nooit revanche nemen op zijn teleurstellende optreden op de Spelen van Berlijn.
Tijdens de Tweede Wereldoorlog diende Fick in de United States Navy, waarbij hij officieren leerde te zwemmen. Later vergaarde hij bekendheid als hoorspelacteur in New York en verscheen hij in sigarettereclames in kranten. In de jaren 50 vestigde hij zich in Miami, waar hij zwemles gaf en in het recreatieteam van diverse hotels zat. Hij werd in 1978 opgenomen in de International Swimming Hall of Fame. Fick was drie keer gehuwd: in 1940 met hoorspelactrice Donna Damerel, in 1941 met radio-artieste Bess Johnson (gescheiden in 1969) en in 1969 met Martha Jones. Zijn eerste echtgenote overleed in februari 1941 in het kraambed van hun enig kind, een zoon. Fick overleed zelf in 1980.